# 上大久保站
上大久保站（日语：／ Kamiōkubo eki */?）是位於富山縣富山市上大久保（開業時為舊・上新川郡大久保町），富山地方鐵道（地鐵）笹津線的鐵路車站（廢站）。
在1969年（昭和44年）8月30日至廢線前，此站是急行列車的停車站（那列車班次只有早上和黃昏1個往返班次）。

## 歷史
- 1952年（昭和27年）10月29日：富山地方鐵道笹津線大久保町站至大澤野北口站之間開設此站[2][3][4]。當時只有客運業務[4]。
- 1975年（昭和50年）4月1日：笹津線廢除，此站也被廢除[2][3][4][5]。

## 車站構造
截至車站廢除前，此站是一座地面車站，設有1面1線的單式月台。月台在路軌的西邊（地鐵笹津方向的列車會開啟右邊車門）。此站沒有轉轍器。
此站是無人車站。沒有站舍，月台北邊出入口附近設有上蓋候車室。

## 車站周邊
車站位於神通川的沖積扇地帶。在西邊設有舊飛騨街道，沿該道路上設有一些村落。
- 國道41號（越中東街道）
- 舊飛驒街道[1]
- 天滿宮[3]

## 現狀
截至1998年（平成10年），站內還遺留了老櫻花樹。截至2008年（平成20年）7月，車站的氣氛依然存在。
另外，在此站附近的路軌遺址變成了道路。截至2008年（平成20年）也是同樣，此站附近的路軌遺址變成富山縣道318號笹津安養寺線。

## 相鄰車站
富山地方鐵道
笹津線
大久保町－上大久保－大澤野北口

## 注腳
1. 1 2 3 4 5 6 7 8  《RM LIBRARY 107 富山地鐵笹津·射水線》（著：服部重敬，NEKO PUBLISHING，2008年7月發行）25,28-29頁
2. 1 2  《日本鐵道旅行地圖帳 全線全站全廢線 6 北信越》（監修：今尾惠介，新潮社，2008年10月發行）38頁
3. 1 2 3  （著：寺田裕一，NEKO PUBLISHING，2010年12月發行）43-45,47頁
4. 1 2 3  （著：寺田裕一，JTB出版，2008年5月發行）165頁
5. ↑  （JTB出版，2010年4月發行）211頁
6. 1 2  （JTB出版，1998年6月發行）80-81頁
7. ↑  （著：寺田裕一，JTB出版，2008年5月發行）80-83頁
8. ↑  《富山廢線紀行》（著：草卓人，桂書房（日语：桂書房），2008年7月發行）80頁

## 相關項目
- 日本鐵路車站列表 Ka